# Aphelandra sinclairiana
Aphelandra sinclairiana  es una especie de  arbusto, perteneciente a la  familia de las  acantáceas,  es originaria de América. 

## Descripción
Son arbustos que alcanzan los 2–6 m de alto. Las hojas son elípticas a oblanceoladas, de 20–30 (–44.5) cm de largo y 6–10 (13.5) cm de ancho, los cpmárgenes enteros a ligeramenteon crenados; con pecíolos de 1–2 cm de largo. Espigas de hasta 15 cm de largo, en fascículos terminales y subterminales, con brácteas imbricadas, obovadas, 16–20 mm de largo y 14–20 mm de ancho, enteras, la parte media con nectarios con 2–10 glándulas; sépalos lanceolados, 7–9 mm de largo; corola de 55–65 mm de largo, rosada o anaranjada; estambres exertos. Frutos claviformes, 25–28 mm de largo, puberulentos.

## Distribución y hábitat
Se encuentra en las pluvioselvas,  desde Costa Rica a Panamá.

## Taxonomía
Aphelandra sinclairiana fue descrita por Nees in Benth. y publicado en The Botany of the Voyage of H.M.S. Sulphur 146. 1846.